# Moepa albidens
Moepa albidens là một loài bướm đêm trong họ Noctuidae.